# Łobez Świętoborzec
Łobez Świętoborzec – zlikwidowany wąskotorowy przystanek osobowy w Łobzie, w województwie zachodniopomorskim, w Polsce. 